# From This Day Forward
Pour plus de détails, voir Fiche technique et Distribution.
From This Day Forward (titre français tombé en désuétude : Mariage moderne) est un film américain réalisé par John Berry, sorti en 1946.

## Synopsis
Sitôt la Seconde Guerre mondiale achevée, à New York, le sergent démobilisé William 'Bill' Cummings se rend à l'agence pour l'emploi, afin de retrouver une place de tourneur-fraiseur, son métier d'avant-guerre. Ses pensées le ramènent en 1938 (s'ensuit une série de flashbacks), année où il rencontre et épouse Susan : il fait alors la connaissance de la « tribu » Beesley, comprenant entre autres Mme Beesley mère, propriétaire de l'immeuble où le jeune couple s'installe, Hank Beesley, un des fils, et la femme de celui, Martha, sœur de Susan. Peu après son mariage, Bill se retrouve au chômage. Par ailleurs dessinateur amateur, il accepte alors l'offre de M. Higgler, libraire et employeur de Susan, d'illustrer un livre à publier prochainement. 

## Fiche technique
- Titre original : From This Day Forward
- Titre français (tombé en désuétude) : Mariage moderne
- Réalisateur : John Berry
- Réalisateur de seconde équipe : Sherman Todd
- Scénario : Hugo Butler, Clifford Odets (non crédité), Edith R. Sommer et Charles Schnee (scènes additionnelles), d'après le roman All Brides are Beautiful de Thomas Bell, adapté par Garson Kanin
- Musique : Leigh Harline (dont le song From This Day Forward, sur des lyrics de Mort Greene)
- Directeur de la photographie : George Barnes
- Directeurs artistiques : Albert S. D'Agostino et Alfred H. Herman
- Décors de plateau : Darrell Silvera
- Costumes : Edward Stevenson
- Montage : Frank Doyle
- Producteur : William L. Pereira, pour la RKO Pictures
- Genre : Drame / Chronique de mœurs
- Format : Noir et blanc
- Durée : 95 minutes
- Date de sortie : 
  - États-Unis : 2 mars 1946

## Distribution
- Joan Fontaine : Susan Cummings
- Mark Stevens : William 'Bill' Cummings
- Rosemary DeCamp : Martha Beesley
- Henry Morgan : Hank Beesley
- Wally Brown : Jake Beesley
- Arline Judge : Margie Beesley
- Renny McEvoy : Charlie Beesley
- Bobby Driscoll : Timmy Beesley
- Mary Treen : Alice Beesley
- Queenie Smith : Mme Beesley
- Doreen McCann : Barbara Beesley
- Erskine Sanford : M. Higgler

Et, parmi les acteurs non crédités :
- Blake Edwards : Un danseur
- Theodore Newton : M. Brewer
- Tommy Noonan : Maxie
- Moroni Olsen : Tim Bagley
- Charles Wagenheim : Hoffman